# George Aiken
George David Aiken, född 20 augusti 1892 i Dummerston, Vermont, död 19 november 1984 i Putney, Vermont, var en amerikansk republikansk politiker. Han var guvernör i delstaten Vermont 1937–1941. Han representerade Vermont i USA:s senat 1941–1975.
Aiken var verksam som jordbrukare i Vermont. Han gifte sig 1914 med Beatrice Howard och paret fick fyra barn, Dorothy, Marjorie, Howard och Barbara. Aiken var viceguvernör i Vermont 1935–1937.
Aiken efterträdde 1937 Charles Manley Smith som guvernör i Vermont. Han efterträddes 1941 av William Henry Wills. Aiken efterträdde sedan 1941 Ernest William Gibson som senator för Vermont. Efter första hustruns död gifte senator Aiken 1967 om sig med Lola Pierotti. Aiken efterträddes 1975 som senator av Patrick Leahy.
Under den värsta antikommunistiska McCarthyismen var Aiken en av de få som tog bladet från munnen och protesterade mot excesserna.
Aiken var medlem i Odd Fellows. Han gravsattes på West Hill Cemetery i Putney.